# Елізабет Монро
Елізабет Монро (уроджена Кортрайт; 30 червня 1768 — 23 вересня 1830) — перша леді Сполучених Штатів з 1817 по 1825 рік, дружина Джеймса Монро, п'ятого президента Сполучених Штатів. Через слабкий стан здоров'я Елізабет багато обов'язків офіційної господині Білого дому взяла на себе її старша дочка Еліза Монро Гей.

## Народження, батьки і дитинство
Елізабет, яка народилася в Нью-Йорку 30 червня 1768 року, була молодшою дочкою Лоуренса, багатого купця, і Ганни (уроджена Аспінволл) Кортрайт. Другий прадід Елізабет Монро по батьковій лінії, Корнеліус Янсен Кортрайт, народився в Голландії, Нідерланди, в 1645 році, а іммігрував до Нью-Йорка 1663 року. Його батько, Ян Бастіенсон Ван Кортрейк, також народився в Голландії, Нідерланди, в 1618 році і емігрував з сином до Нью-Йорка. Батько Яна Бастіенсона, Бастіан Ван Кортрейк, народився в місті Кортрейк у Фландрії, Бельгія, у 1586 році, а іммігрував до Голландії, Нідерланди, у 1615 році. Батько Єлизавети був одним із засновників Нью-Йоркської торгової палати. Під час Війни за незалежність він був співвласником кількох каперів, базованих у Нью-Йорку, а також було задокументовано, що він володів принаймні чотирма рабами. Він придбав земельні ділянки на території нинішнього округу Делавер, штат Нью-Йорк, і від продажу цієї землі утворилося місто Кортрайт, штат Нью-Йорк.
Ув ранньому віці Елізабет розвинула грацію та елегантність. Вона виросла в сім'ї з чотирма старшими братами і сестрами: Сарою, Гестер, Джоном і Мері. За парафіяльними записами церкви Трініті, Нью-Йорк, мати Єлизавети, Ганна, померла 6 або 7 вересня 1777 року у віці 39 років. Причина смерті зафіксована як результат дитячого ліжка. Невідомий брат і сестра Елізабет, віком 13 місяців, через кілька днів помер від флюсу та гарячки. Мати і немовля були поховані в каплиці Святого Георгія в Нью-Йорку. На момент їхньої смерті Елізабет було дев'ять років. Її батько ніколи не одружувався вдруге.
3 серпня 1778 року, майже через рік після смерті матері Єлизабет, будинок родини Лоуренса Кортрайт був майже знищений вогнем під час пожежі, яка спричинила пошкодження та знищення п'ятдесяти будинків поблизу пристані Крюгерс у нижньому Манхеттені. Пізніше історик написав, що пожежа сталася через неправильне управління британськими військами під час керування пожежними. 10-річна Елізабет разом із батьком та братами і сестрами вижила після пожежі неушкодженою.

## Залицяння та шлюб
Елізабет вперше привернула увагу Джеймса Монро в 1785 році, коли він був у Нью-Йорку, виступаючи як член Континентального конгресу. Вільям Грейсон, двоюрідний брат Джеймса Монро і колега-конгресмен з Вірджинії, описав Елізабет та її сестер, як одного вечора «так блискуче й чудово з'явились» в театрі, «щоб звільнити місця усіх благородних чоловіків». Джеймс, двадцяти шести років, одружився з Елізабет, сімнадцяти років, 16 лютого 1786 року в будинку її батька в Нью-Йорку. Шлюб був здійснений преподобним Бенджаміном Муром і зафіксований у парафіяльних записах церкви Трініті, Нью-Йорк. Після короткого медового місяця на Лонг-Айленді молодята повернулися до Нью-Йорка, щоб жити з її батьком до перерви в Конгресі. Їх перша дитина, яку вони назвали Елізою Кортрайт Монро, народилася в грудні 1786 року у Вірджинії.

## Дружина посла
У 1794 році президент Джордж Вашингтон призначив Джеймса міністром Сполучених Штатів у Франції. У Парижі, як дружина американського міністра під час панування терору, вона допомогла звільнення мадам Ла Файєт, дружини маркіза де Лафайєта, коли їй загрожувала смерть на гільйотині. Сім'я Монро також надавало підтримку і притулок американському громадянину Томасу Пейну в Парижі після того, як він був заарештований за протидію страті Людовика XVI. Перебуваючи у Франції, дочка Монро Еліза подружилася з Гортензою де Богарне, падчеркою Наполеона, і обидві дівчинки здобули освіту в школі мадам Жанни Кампан. Джеймс був відкликаний з посади посла в 1796 році через його підтримку Франції в опозиції Джейського договору.

## Дружина губернатора
Монро повернувся до Вірджинії, де став губернатором. Їх син Джеймс Монро-молодший народився в 1799 році, але помер у 1801 році. Протягом цього часу Елізабет перенесла перший із серії судом і колапсів (можливо, епілепсію), які мучили її все життя і поступово змусили її обмежити соціальну діяльність. Третя дитина Монро, дочка, яку вони назвали Марією Гестер, народилася у Вірджинії на початку 1802 рок.

## Життя у Великій Британії
У 1803 році президент Джефферсон призначив Джеймса міністром Сполучених Штатів у Великій Британії, а також міністром США в Іспанії. Елізабет знайшла соціальний клімат там менш сприятливим, ніж у Франції, можливо, тому, що британське суспільство обурювалося відмовою Сполучених Штатів об'єднатися проти Франції, незважаючи на зміни уряду. У 1804 році Джеймс був відправлений як спеціальний посланник до Франції для переговорів про купівлю Луїзіани, крім того, що він залишився послом у Великій Британії та Іспанії. Того ж року Наполеон Бонапарт запросив Монро в складі офіційної американської делегації відвідати його коронацію в Парижі.

## Повернення до Вірджинії та Вашингтона
До Вірджинії Монро повернулися в 1807 році. Джеймс Монро переміг на виборах і повернувся до палати делегатів Вірджинії, а також відновив свою юридичну кар'єру. У 1811 році Монро переміг на виборах на черговий термін на посаді губернатора Вірджинії, але пропрацював лише чотири місяці. У квітні 1811 року його друг президент Джеймс Медісон призначив Монро держсекретарем, і Сенат погодився. Однак Монро мало впливав на Англо-американську війну 1812 року, оскільки домінували позиції президента Медісона і бойових яструбів у Конгресі. Під час війни Елізабет залишалася переважно всередині країни у Вірджинії, в родинних маєтках Монро, Оук-Гілл в Лаудуні, а пізніше Ешлон-Гайленд в графстві Альбемарл.
Війна пішла дуже погано, тому Медісон звернувся за допомогою до Монро, призначивши його військовим міністром у вересні 1814 року після того, як британці вторглися до столиці та спалили Білий дім. Монро пішов у відставку з посади держсекретаря 1 жовтня, але жоден наступник так і не був призначений, тому він обіймав обидві посади з 1 жовтня 1814 року по 28 лютого 1815 року. Як військовий міністр Монро сформулював плани вторгнення до Канади вдруге, щоб виграти війну, але мирний договір був ратифікований у лютому 1815 року, до того, як будь-які армії просунулися на північ. Таким чином, Монро подав у відставку з посади військового міністра і був офіційно повторно призначений держсекретарем. Монро залишався в штаті до 4 березня 1817 року, коли він розпочав свій термін на посаді нового президента Сполучених Штатів.

## Перша леді Сполучених Штатів
Елізабет розпочала свою посаду першої леді 4 березня 1817 року, коли її чоловік почав свій перший термін на посаді п'ятого президента Сполучених Штатів. Проте Білий дім все ще перебував на реконструкції, тож Єлизавета влаштувала перший бал у своїй приватній резиденції на І-стріт, а частину часу Перша сім'я жила в Октагон-хаузі. Оскільки всі меблі Білого дому були знищені, Монро привезли їх зі своїх приватних резиденцій. Її чоловіка було переобрано на другий термін у 1820 році, і Елізабет відвідала інавгураційний бал, який відбувся в готелі Бровн. Тому вона залишалася в ролі першої леді до 4 березня 1825 року.
Хоча Елізабет Монро відновила певну міру поваги та захоплення під час другого терміну свого чоловіка, вона погано порівнювалась зі своєю попередницею Доллі Медісон, яка захопила вашингтонське суспільство, встановивши стандарт, за яким оцінювали майбутні перші леді. Крім того, Елізабет та її старша дочка, можливо, прагнули зробити доступ до Білого дому більш соціально ексклюзивним, відображаючи французькі практики, які ледь терпіли з огляду на американські демократичні цінності, хоча термін президента Монро також був відомий своїми добрими почуттями та стосунками. Проте Елізабет справила таке враження на генерала Ендрю Джексона, що її чоловік завжди згадував про неї в листуванні. Елізабет також отримала схвальні відгуки, оскільки пара ненадовго приймала генерала Лафайєта під час його зворотного туру по Америці. Під час хвороби Елізабет деякі суспільні обов'язки виконували її дочки, про що йдеться нижче. Більше того, Джеймс або Елізабет знищили її листування, як між собою, так і з іншими перед її смертю.

## Діти
У Джеймса та Елізабет було троє дітей:
- Елізабет («Еліза») Кортрайт Монро Хей (1786–27 січня 1840): народилася у Вірджинії в грудні 1786 року[21] Еліза здобула освіту в школі мадам Жанни Кампан у Парижі, коли її батько служив послом Сполучених Штатів. до Франції. Еліза здавалася багатьом гордовитою, помпезною світською левицею, яка швидко нагадувала іншим про своє гарне виховання та високе становище. Наприкінці вересня або на початку жовтня 1808 року вона вийшла заміж за Джорджа Хея[22], видатного адвоката Вірджинії, який був прокурором у процесі над Аароном Берром, а пізніше окружним суддею США. Їхню доньку, Гортензію, назвали на честь подруги дитинства та однокласниці Гортензії Богарне, падчерки Наполеона. Під час президентства свого батька Еліза відчужила більшість вашингтонського суспільства через свою відмову закликати дружин дипломатичного корпусу, як це було за звичаєм, і викликала ще один соціальний фурор, закривши весілля своєї сестри для всіх, окрім родини та друзів. Проте, незважаючи на всю її очевидне марнославство, вона продемонструвала справжнє співчуття під час епідемії хвороби, яка перебігала з гарячкою, яка охопила Вашингтон під час президентства її батька. Вона провела багато безсонних ночей, самовіддано піклуючись про постраждалих. Після смерті чоловіка та батька Еліза переїхала до Парижа, Франція, де й померла 27 січня 1840 року[23].
- Джеймс Спенс Монро (1799—1800): Єдиному синові Монро, Джеймсу Спенсу було 16 місяців[24], коли він помер після «кількоденної хвороби».[25]
- Марія Гестер Монро Гувернер (1802–20 червня 1850). У листі від 12 квітня 1802 року[26] до Джеймса Медісона Джеймс Монро стверджує, що його дружина нещодавно додала доньку до їхньої родини. Парафіяльні записи свідчать, що Марія народилася 8 квітня[27]. Наступного року, будучи ще немовлям, Марія супроводжувала батьків до Лондона, коли Джеймс Монро став послом Сполучених Штатів при дворі Сент-Джеймс. Після повернення родини до США Марія закінчила школу у Філадельфії. 9 березня 1820 року вона вийшла заміж за свого двоюрідного брата Семюеля Л. Гувернера на першому весіллі дитини президента в Білому домі.[28] Багато хто у Вашингтоні критикували Монро за те, що весілля приватне; було запрошено лише 42 члена родини та близьких друзів. Після цього суперечки між чоловіком Марії та її відвертою сестрою погіршили сімейні стосунки. Гувернери переїхали до Нью-Йорка. Колишній президент Монро, втративши дружину в 1830 році, переїхав до них. Президент Джон Квінсі Адамс призначив свого чоловіка поштмейстером Нью-Йорка. Марія померла 20 червня 1850 року у віці 48 років в Оук-Хіллі, в окрузі Лаудон, штат Вірджинія.[29]

## Смерть і спадщина
Після закінчення терміну повноважень Монро на посаді президента він і Елізабет зіткнулися зі значними боргами за роки державної служби, як через невідшкодовані витрати на розваги, так і через те, що Монро була змушена дистанційно керувати різним майном. Монро продав свою плантацію Гайленд в окрузі Альбемарл, щоб сплатити борги, і обидва пішли на пенсію в Оук-Гілл в окрузі Лаудон, що ближче до Вашингтона, округ Колумбія, і їхня дочка Еліза та її чоловік (хоча Хейї переїхали до Річмонда в 1825 році, коли він став окружним суддею США для Вірджинії). Вийшовши на пенсію, Елізабет встигла поїхати до Нью-Йорка, щоб відвідати свою молодшу дочку, а також інших друзів і родичів, але більше не відвідувала світських візитів. Хвора й страждаючи кількома тривалими хворобами (включаючи сильні опіки від обвалення біля каміна через рік після виходу з Білого дому), Елізабет померла в Оук-Гіллі 23 вересня 1830 року у віці 62 років, а її чоловік пішов за нею менше ніж через рік.
Її поховали в маєтку, але пізніше її чоловік помер у Нью-Йорку під опікою їхньої дочки і спочатку був похований у цьому північному штаті. Його останки були перенесені через 25 років після його смерті, щоб стати ключовою пам'яткою під час забудови Голлівудського цвинтаря в Річмонді, штат Вірджинія. Останки Єлизавети були перепоховані там у 1903 році, де поховані обидва подружжя.
Програма першого подружжя відповідно до Президентського закону про монети в 1 долар дозволяє Монетному двору Сполучених Штатів випускати 1/2 унції золотих монет 10 доларів і дублікатів бронзових медалей на честь перших подружжя Сполучених Штатів. Монета Елізабет Монро була випущена в лютому 2008 року.
Сукня в колекції Музею Джеймса Монро вказує на те, що Елізабет була мініатюрною жінкою, не вище 5 футів.
Через свою матір вона є двоюрідною бабусею Франкліна Д. Рузвельта (бабуся Франкліна Д. Рузвельта по батьковій лінії, Ребекка Аспінволл Рузвельт, була двоюрідною сестрою Елізабет Монро).

## Уточнення
1. ↑  A personal as well as political biography of James Monroe that contains significant information about Elizabeth Monroe.